# 卡欣阿末
卡欣阿末（1933年9月9日—2017年10月10日）是一位马来西亚伊斯兰哲学家、学者、作家、诗人和教育家。他也是马来亚和后来的马来西亚的社会主义政治家，在1976年至1981年期间根据马来西亚的内安法令未经审判而被拘留。

## 早年
卡欣阿末于1933年出生于马来亚北部吉打哥打士打县武吉槟榔。他的父母中的一位是北大年人。他的祖父是一位居住在槟城北赖的农民和宗教老师。1960年，卡欣阿末与谢里法·福齐亚·宾蒂·尤索夫·阿尔萨格夫结婚。

## 教育
他在万拉峇鲁县的一所马来小学就读，然后进入苏丹阿都哈密学院接受中学教育。1950年代前往新加坡就读于马来亚大学。
在新加坡，他的论文挑战了汉都亚作为马来英雄的传统地位。汉都亚是一位马来传奇战士，在马来纪年和汉都亚传中被频繁提及。卡欣反而认为汉都亚的对手汉惹拔才是英雄。在马来传说里，汉都亚杀死了反抗残暴苏丹的义兄汉惹拔。前者尽管遭受法庭的不公正对待，但仍因其对苏丹的忠诚而受到赞誉。
1976年，当他准备攻读政治学博士学位时，政府未经审判就将他拘留了五年。

## 事业
大学毕业后，他在吉隆坡的语言与文学研究所担任研究员，专门研究汉都亚文学。不久之后，他移居伦敦，在伦敦大学亚非学院讲授马来语四年。由于他对马来亚政治的浓厚兴趣，他拒绝了亚非学院的永久教职并决定回国。返回马来亚后，他在槟城的一所学校任教。在他被发现向学生分发社会主义小册子后，他的教师职务被终止。

## 政治参与
1950年代，卡欣是英属马来亚左翼学生组织马大社会主义俱乐部的成员。后来加入阿末·博斯达曼为主席的马来亚人民党。
自1965年到1980年，卡欣和赛胡先阿里一起领导马来西亚人民社会主义党（人民党这一时期的名字）。他认为越南共产党领袖胡志明是亚洲社会主义领袖的模范。1980年，卡欣加入执政党巫统。
从1976年开始，他因涉嫌支持马来西亚的社会主义-共产主义运动而被时任内政部长加沙里沙菲宜根据《内安法令》拘留5年。两年前赛胡先阿里因相同理由被捕。1981年7月30日，卡欣的同窗好友马哈迪·莫哈末成为首相后将他释放。马哈迪和卡欣在马来亚大学相识，也曾为卡欣的著作写了前言。

## 伊斯兰教和圣训
1984年，卡欣写下《圣训：重新评估》，挑战圣训在伊斯兰教的地位，挑起了马来西亚唯经派的辩论。这本书使卡欣面对反圣训的指控，1986年即被内安部列为禁书。
2017年10月10日，卡欣阿末在吉打居林县去世。

## 作品
以下是他的部分作品：
- 《第二所大学——内安法扣留的点滴》(1983)
- 《圣训：重新评估》(1984)
- 《圣训：回应批评者》(1992)
- 《我的民族何去何从》
- 《寻找归途：从社会主义到伊斯兰》
- 《汉都亚传》[11]